# Christian Badou
Pour les articles homonymes, voir Badou.
Christian Badou, dit Badou 1er, né le 4 juillet 1942 au Havre et mort le 6 mars 2019 à La Seyne-sur-Mer, est un joueur de badminton français, licencié au Loisirs Coopératifs Havrais (L.C.H.) (1952-1960, et 1967-1977), ainsi qu'au H.B.C. (la section badminton du futur Havre Tennis Club (H.T.C.)) (1960-1967).
Son père Robert a introduit la section badminton au L.C.H.  avec Paul Renard en septembre 1952.
En 1953, Christian Badou obtint son premier titre de champion de France, en catégorie minimes.
En 1958, il fut vice-champion de  France juniors, avant d'obtenir le titre juniors en 1959 et 1960 (Prix Jacques Rozier).
En 1959, il fit son entrée en équipe de France, et devint numéro au classement français en 1961 (succédant à Ghislain Vasseur), place qu'il occupa jusqu'en 1977. Il fit aussi régulièrement des stages avec l'équipe nationale belge (en 1966 et 1969 essentiellement).
Il fut également volleyeur, à l'UCJG (3e division) et dans l'équipe de Normandie, ainsi que tennisman (essentiellement de 1977 a 1980).
Électricien de formation,  il créa et dirigea le camping « Côte d'Argent » à Labenne Océan (Landes) après sa carrière sportive, continuant à s'adonner à son autre passion sportive: la plongée sous-marine.

## Palmarès
- Championnats Internationaux de Paris: 1961 en simple (contre le danois Bent Nielsen - retransmission télévisée française du match, commenté par Claude Darget) ;
- Championnats Internationaux de Belgique: 1969 en double (avec Yves Corbel) (à Verviers, contre les Hongrois Rudas et Cairns ; Y.Corbel victorieux en simple) ;

Championnats de France (40 titres seniors):
- Simple (15 titres - record, devant Henri Pellizza et Ghislain Vasseur à 6 titres chacun): 1960 (à 18 ans; le plus jeune vainqueur est Christo Popov à 17 ans en  2020), 1961, 1964, 1965, 1966, 1967, 1968, 1969, 1970, 1971, 1972, 1973, 1974, 1975, et 1976 ;
- Double hommes (11 titres): 1961 (avec Ghislain Vasseur, également licencié au Havre), 1962 (avec G.Vasseur), 1964 (avec G.Vasseur), 1970 (avec Alain Baquet), 1971 (avec Alain Oleskiewicz), 1972 (avec Yves Corbel, 14 fois victorieux en double hommes - record), 1973 (avec Y.Corbel), 1974 avec Y.Corbel), 1975 (avec Y.Corbel), 1976 (avec Y.Corbel), et 1977 (avec Y.Corbel); vice-champion en 1965 ;
- Double mixte (14 titres): 1960 (avec Annie Causse-Vallet), 1964 (avec Annie Groene), 1965 (avec Viviane Beaugin, 11 fois championne de France individuelle, de 1965 à 1977 - record), 1967 (avec V.Beaugin), 1968 (avec V.Beaugin), 1969 (avec V.Beaugin), 1970 (avec V.Beaugin),  1971 (avec V.Beaugin), 1972 (avec V.Beaugin), 1973 (avec V.Beaugin), 1974 (avec V.Beaugin), 1975 (avec V.Beaugin),  1976 (avec V.Beaugin), 1977 (avec V.Beaugin) (soit 12 titres avec la seule Viviane Beaugin); vice-champion en 1962.

(absence de titres en 1963 pour cause de service militaire; obtention des 3 titres nationaux à 8 reprises, en 1964, 1970, 1971, 1972, 1973, 1974, 1975, et 1976)
- Champion de France minimes individuel, en 1953;
- Champion de France juniors individuel, en 1959 et 1960; vice-champion en 1958;
- Multiples titres de Champion de Normandie, catégories minimes, juniors, et seniors;
- Participation aux Internationaux d'Indonésie, en 1965 et 1967;
- Participation au tournoi européen "Plume d'Or", en 1973 et 1974;
- Vice-champion de France vétérans, en simple et en double messieurs avec Joël Le Houérou, en 1986.

### Championnats de France par équipes (interclubs)
- Vainqueur en 1968, avec le L.C.H..